# Uncle Elmer
Stan Frazier (Philadelphia (Mississippi), 16 augustus 1937 - Pascagoula (Mississippi), 30 juni 1992), beter bekend als Uncle Elmer, was een Amerikaans professioneel worstelaar die bekend was om zijn prestaties voor World Wrestling Federation (WWF). Frazier overleed op 54-jarige leeftijd door acuut nierfalen.
In het begin van zijn worstelcarrière worstelde hij in een ouderwets gevangenispak en droeg hij een soort bivakmuts. Hij werd ook aangekondigd als een gevaarlijke ontsnapte gevangene. Toen het masker afging heeft hij nog een tijdje met Jimmy Hart als manager geworsteld en heeft hij ook een tag-team gevormd met Ted DiBiase, bij de NWA.
Later sloot Frazier zich als Uncle Elmer aan bij de 'Hillbilly's, waar hij soms in tag team verband samen met Hillbilly Jim (Jim Morris) en een (zogenaamde) neef, Cousin Junior of Cousin Luke, die qua kleding en uiterlijk erg op Uncle Elmer leken, worstelde. Hij werd met de naam Uncle Elmer het meest bekend.

## Postuur
Uncle Elmer was halverwege de jaren 80 een van de zwaarste en langste worstelaars van de World Wrestling Federation. Hij woog rond de 420-430 lb (zo'n 190 kg) en nam eind jaren 80 nog iets in gewicht toe tot ongeveer 450 lbs (200–204 kg). In en na de jaren 90 kwamen er meer worstelaars met het postuur en/of gewicht van Uncle Elmer of nog groter en/of zwaarder, waardoor dit niet zo'n bijzonderheid meer was.

## Partijen
De snelste partij op televisie staat op naam van Uncle Elmer en vond plaats na zijn huwelijk op 5 oktober 1985 op Saturday Night's Main Event, een wekelijks worstelspektakel. Jimmy Valient rende na de bel hard op Uncle Elmer af om hem aan te vallen, echter ving Elmer hem op en gooide Valient tegen de mat waarna Elmer meteen op hem ging liggen en Valients schouders, door het zware gewicht van Elmer, drie tellen op de mat bleven. Hoewel het ongeveer negen seconden waren, staat de wedstrijd bekend als een van zes seconden.
Naast de vele partijen die hij won, verloor hij uiteraard ook weleens. Onder andere van Adrian Adonis op WrestleMania 2 in 1986 en van King Kong Bundy op Saturday Night's Main Event op 3 mei 1986.

## In het worstelen
- Finishers
  - Avalanche ('lawine', vaak gevolgd door de 'Leg drop'.)
  - Leg drop
  - Big splash
- Managers
  - Jimmy Hart
  - Hillbilly Jim
- Opkomstnummers
  - "Don't Go Messin" with a Country Boy

## Prestaties
- Georgia Championship Wrestling
  - NWA National Tag Team Championship (1 keer met Ted DiBiase)
- NWA Mid-America - Continental Wrestling Association
  - NWA World Tag Team Championship (1 keer met Dennis Hall)
  - AWA Southern Tag Team Championship (4 keer; 1x met Terry Sawyer, 2x met Jerry Lawler en 1x met Cousin Junior)
  - CWA Super Heavyweight Championship (2 keer)